# Guy Peellaert
Guy Peellaert (Bruselas, Bélgica, 6 de abril de 1934 - París, Francia, 17 de noviembre de 2008) fue un artista belga, que revolucionó el lenguaje de la historieta de los años 60 con sólo dos obras (Jodelle y Pravda la Survireuse), para dedicarse posteriormente a la fotografía y la ilustración en libros como Rock Dreams o las carátulas de álbumes de rock como los de David Bowie (Diamond Dogs) o The Rolling Stones (It's Only Rock 'n' Roll). También diseñó carteles para películas como Taxi Driver, Paris, Texas y Short Cuts.

## Biografía
Nació y creció en Bruselas, donde estudió Bellas Artes. Influenciado por las tendencias más modernas, se mudó a París, donde comenzó a trabajar de ilustrador.
Le llegó la fama gracias al cómic fantaerótico Les aventures de Jodelle, publicada por Eric Losfeld en 1966, sobre guion de Pierre Bartier. En esta obra, cuya protagonista semejaba a Sylvie Vartan, se incorporaba el nuevo lenguaje del pop art a la historieta.
Inició luego en la revista Hara-Kiri, la serie Pravda, la survireuse, cuya protagonista se inspiraba en esta ocasión en los rasgos de Françoise Hardy. En 1968 se recopiló en álbum, pero no obtuvo el mismo éxito que Jodelle, dado, que como explica Román Gubern

ya no existía el factor novedad en el planteamiento estético y también, probablemente, por su agresividad excesiva y su cinismo ya desaforado, que hacían del cómic un libro de tintes siniestros.

Su obra más conocida es el libro ilustrado Rock Dreams, junto con Nik Cohn, donde realizaba collages con fotografías de los grupos de rock en liza en esa época y pintura.
El primer diseño de su carátula para Diamond Dogs (1974) de David Bowie fue censurada por la propia discográfica RCA porque contenía la imagen de unos genitales masculinos. También ilustró álbumes de The Rolling Stones, Étienne Daho, Lio y Willy DeVille.
En 1999 repitió la fórmula de Rock Dreams con 20th Century Dreams. Y estaba preparando otro libro con artistas belgas en exclusiva.
Murió el 17 de noviembre de 2008, a los 74 años de un ataque al corazón.

## Valoración
A mediados de los años 70, Román Gubern lo consideraba "uno de los artistas gráficos más originales aparecidos en Europa desde el fin de la Segunda Guerra Mundial", además de un 

fino detector y plasmador de la mitología que subyace en la americanizada "atmósfera de drugstore" de nuestros días, atmósfera de erotismo decorativo y de violencia sublimada, pasado todo por el pasapuré de la industria cultural que hoy nutre Europa Occidental.

### Historietas
- 1966: Les aventures de Jodelle, junto al guionista Pierre Bartier.[4]
- 1968: Pravda, la survireuse, junto a Pascal Thomas.[4]
- 1973: Bye bye bye, baby, bye bye.[4]

### Álbumes
- 1974: Diamond Dogs, de David Bowie.[4]
- 1974: It's Only Rock 'n' Roll, de The Rolling Stones.[4]
- 1987: The Big Easy, banda sonora.[5]
- 1988: Pour nos vies martiennes, de Étienne Daho.[4]
- 2000: Bowie at the Beeb, de David Bowie.[6]
- 2000: "Make It Happen!", sencillo de Playgroup.[7]

### Libros ilustrados
- 1973: Rock Dreams.
- 1999: 20th Century Dreams.

### Pósteres
- 1976: Taxi Driver, de Martin Scorsese.[4]
- 1984: Paris, Texas, de Wim Wenders.[4]
- 1987: Der Himmel über Berlin, de Wim Wenders.[4]
- 1993: Short Cuts, de Robert Altman.[4]